# Драгой Коджейков
Драгой Христов Коджейков е български комунист и синдикален деец.

## Биография
Роден е на 3 октомври 1881 г. в Калофер в занаятчийско семейство. От 1902 г. е член на БРСДП, а след като партията се разцепва, влиза в редиците на БРСДП (тесни социалисти). В края на юли 1904 г. участва в тайното основаване на Телеграфо-пощенския и телефонен синдикат. През 1911 г. е избран за секретар на Съюза на транспортните работници. Работи като телеграфист. Участва в организирането на Транспортната стачка през 1919 г. Пише статии във в. „Работническо единство“. Ръководител е на издателството на БКП „Българска книжнина“. От 1941 до 1943 г. е интерниран в Кръстополе. В периода 1944 – 1961 г. е член на Изпълнителното бюро на ЦСПС. През 1945 г. основава „Профиздат“ и го ръководи до 1952 г. От 1954 до 1962 г. е член на Централната контролно-ревизионна комисия на БКП. С указ № 637 от 7 септември 1964 г. е обявен за герой на социалистическия труд. През 1971 г. по случай неговата 90-годишнина е обявен за Герой на Народна република България. Носител е още на ордените „Народна република България“ I ст. (1956) и „Георги Димитров“ (1952, 1959, 1961, 1969). Умира на 18 май 1979 г. в София.